# Thiết bị điện ly nước

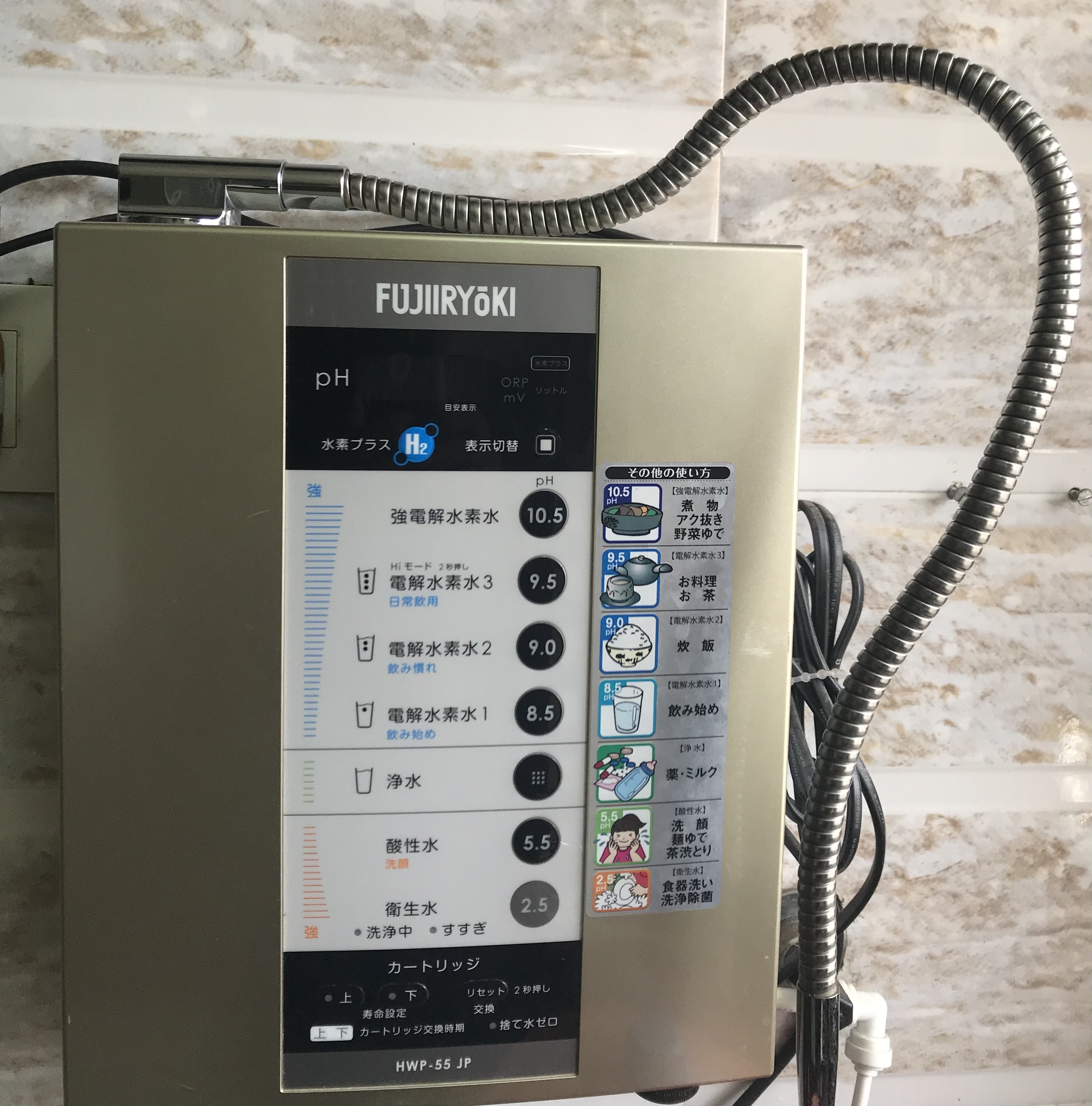
Hình ảnh một thiết bị điện ly nước

Thiết bị điện ly nước (còn được gọi là máy điện ly nước, máy nước ion kiềm, máy nước điện giải) là thiết bị gia dụng được sử dụng với mục đích làm tăng mức pH của nước uống bằng cách sử dụng phương pháp điện ly nước để tách nước ra thành các thành phần acid và kiềm. Mặc dù được gọi là điện ly nhưng bản chất nó hoạt động như một máy điện phân nước. Những người đề xuất ý tưởng này cho rằng việc tiêu thụ nước kiềm sẽ mang lại nhiều lợi ích cho sức khỏe, khiến cho nó tương tự như việc thực hiện phương pháp sức khỏe thay thế chế độ ăn kiêng kiềm. Những tuyên bố như vậy vi phạm các nguyên tắc cơ bản của hóa học và sinh lý. Không có bất kỳ bằng chứng y học nào chứng minh nước kiềm có lợi ích cho sức khỏe.
Các loại máy này ban đầu phổ biến ở Nhật Bản và các quốc gia Đông Á khác trước khi có mặt ở Hoa Kỳ và châu Âu.

## Nguyên lý hoạt động
Mặc dù được mô tả là "điện ly nước", các máy được thiết kế để hoạt động như máy điện phân nước. Đây là một quá trình điện hóa, trong đó nước được phân tách tạo thành hydro và oxy bằng một dòng điện. Phản ứng hóa học tổng thể được trình bày dưới đây:
2 H2O(l) → 2 H2(g) + O2(g)
Trong quá trình này, nước gần anode có tính acid trong khi nước gần cathode có tính kiềm.
2 H2O + 2e– → H2 + 2 OH–  (ở cathode)
2 H2O → 4e− + O2 + 4 H+ (ở anode)
Máy điện ly nước đơn giản là hoạt động bằng cách hút nước gần cực âm.  Nước được rút ra từ phía cực âm có mức tăng hydroxide (OH−) và sẽ có  mức pH cao hơn (có nghĩa là nhiều kiềm hơn), trong khi nước được rút ra gần cực dương sẽ làm tăng mức H+ làm cho nó có tính acid. Nước có tính acid được cho là hữu ích trong việc khử trùng cho hộ gia đình.
Hiệu quả của quá trình này còn gây tranh cãi vì việc điện phân đòi hỏi cần có một lượng thời gian và sức mạnh đáng kể;  do đó, lượng hydroxide được tạo ra từ các dòng nước chuyển động nhanh (như vòi chảy) sẽ là tối thiểu.  Ngoài ra, quá trình đảo ngược phản ứng đòi hỏi ít năng lượng hơn, do đó, nếu khu vực giữa nước kiềm và nước acid ít nhất có sự bán thấm (khiến chúng tiếp xúc với nhau) nước sẽ trải qua một phản ứng khác mà sau đó chỉ còn lại là nước trung tính. Phản ứng thứ hai được trình bày dưới đây:
H+ + OH− → H2O
Tuy nhiên, nhiều thiết bị thông thường ngày nay sử dụng màng trao đổi ion bán thấm để tách hai ngăn chứa dung dịch. Do đó, nếu nồng độ khoáng chất đủ cao, mức pH của dung dịch trong ngăn anode có thể từ 4-6 trong khi pH trong ngăn cathode từ 8-12. Các máy tương tự khác được sử dụng để sản xuất nước điện phân về mặt hóa học rất khác biệt vì những máy này có chứa natri hipoclorit, thành phần chính trong thuốc tẩy Javen, và do đó nó được sử dụng làm chất khử trùng.

## Bằng chứng y học
Các máy điện ly nước thường được bán trên thị trường dựa trên các tuyên bố về sức khỏe tập trung vào khả năng giả định của chúng để làm cho nước nhiều kiềm hơn. Một loạt các lợi ích đã được đưa ra, bao gồm khả năng làm chậm sự lão hóa, ngăn chặn bệnh, bảo vệ khỏi bụi phóng xạ hạt nhân, cung cấp cho cơ thể nhiều năng lượng hơn và bù đắp sự mất cân bằng pH do thực phẩm có tính acid.
Tuy nhiên, không có bằng chứng thực nghiệm nào ủng hộ cho những tuyên bố trên, cũng như không có tuyên bố cho rằng uống nước điện ly sẽ có tác dụng rõ rệt đối với cơ thể. Uống nước điện ly hoặc nước kiềm không làm thay đổi pH của cơ thể do sự tự cân bằng nội môi acid. Ngoài ra, nhiều người đã tuyên bố không chính xác rằng quá trình điện phân làm thay đổi cấu trúc của nước, biến đổi từ các cụm nước lớn thành các cụm nước nhỏ, được gọi là "cụm vi mô"; và cũng có tuyên bố cho rằng các cụm nước nhỏ này có thể tác động có lợi đến tế bào hoặc cơ thể. Tuy nhiên, không có bằng chứng nào cho thấy những thay đổi như vậy xảy ra trong quá trình điện phân và những tuyên bố này mâu thuẫn với các nguyên tắc cơ bản của hóa học và sinh học, nhưng nếu thực sự có những thay đổi hóa học như vậy xảy ra thì nó sẽ có hại về mặt sinh học.